# Блондинка с амбициями
«Блондинка с амбициями» (англ. Blonde Ambition) — фильм 2007 года режиссёра Скотта Маршалла.

## Сюжет
Блондинка Кэти Грегорстейдж (Джессика Симпсон) приезжает из провинциального городка в Нью-Йорк к своему жениху Билли (Дрю Фуллер), который приехал сюда тремя месяцами ранее и подрабатывал моделью. Увидев другую девушку в постели Билли, Кэти расстаётся с ним и останавливается в маленькой квартире у подруги Хэйли (Рэйчел Ли Кук). Кэти устраивается на работу в крупную компанию секретарём, оказавшись невольной шпионкой вице-президента Деборы (Пенелопа Энн Миллер), которая хочет завладеть компанией бывшего мужа Ричарда Коннелли (Ларри Миллер) и у которой в итоге ничего не получается. Кэти встречает новую любовь — Бена (Люк Уилсон), по случайности оказавшегося сыном директора этой компании.

## В ролях
| Актёр                  | Роль            |
| ---------------------- | --------------- |
| Джессика Симпсон       | Кэти Грегэрстич |
| Люк Уилсон             | Бен Коннелли    |
| Дрю Фуллер             | Билли           |
| Вилли Нельсон          | Папа По         |
| Рэйчел Ли Кук          | Хэйли           |
| Пол Вот                | Флойд           |
| Энди Дик               | Фредди          |
| Билл Дженкинс          | Роберт Перри    |
| Карен Макклейн         | Бэтти           |
| Ларри Миллер           | Ричард Коннелли |
| Пенелопа Энн Миллер    | Дебора          |
| Пайпер Маккензи Харрис | Амбер Перри     |
| Сара Энн Шульц         | Саманта         |
| Дэн Брэвермэн          | Таксист         |